# Мильонико
Мильонико (итал. Miglionico) — коммуна в Италии, расположена в регионе Базиликата, подчиняется административному центру Матера.
Население составляет 2632 человека, плотность населения составляет 30 чел./км². Занимает площадь 88 км². Почтовый индекс — 75010. Телефонный код — 0835.
Покровителем коммуны считается святой апостол Пётр. Праздник ежегодно празднуется 29 июня.